# ويليام إي. همفريز
ويليام إي. همفريز هو محامي وسياسي أمريكي، ولد في 9 سبتمبر 1890 في غرينفيل في الولايات المتحدة، وتوفي بنفس المكان في 26 فبراير 1933. نشط حزبياً في الحزب الديمقراطي. وقد انتخب عضو مجلس النواب الأمريكي ‏.